# 大阪大空襲

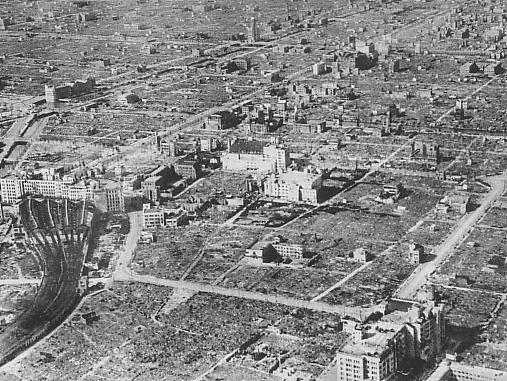
空襲後の大阪市街
左端は南海難波駅、右手前は松坂屋大阪店（現在の髙島屋東別館）、中央は大阪歌舞伎座。

大阪大空襲（おおさかだいくうしゅう）は、第二次世界大戦末期にアメリカ軍が実施した、大阪府大阪市を中心とする地域への空襲である。
1945年3月13日深夜から翌日未明（日本時間、以下同様）にかけて最初の大阪空襲が行われ、その後、6月1日、6月7日、6月15日、6月26日、7月10日、7月24日、8月14日に空襲が行われた。これらの空襲で10,000人以上の一般市民が死亡したと言われている。

## 第1回大阪大空襲
1945年3月13日23時57分 - 14日3時25分の約3時間半にわたり行われ、274機のB-29が襲来した。グアムからの第314航空団の43機が23時57分 - 14日1時にかけて大阪市上空に達した。アメリカ軍の照準点は、北区扇町、西区阿波座、港区市岡元町、浪速区塩草で、都心部を取り囲む住宅密集地を標的にしており、夜間低空爆撃として約2,000メートルの低空からの一般家屋をねらった夜間爆撃だった。先導機がナパーム弾（大型の焼夷弾）を港区市岡の照準点に投下し大火災発生。他の機はそれを目印に次々とクラスター焼夷弾（内蔵した38個の小型焼夷弾が空中で分散して落下する）を投下した。続いてテニアンから第313航空団の107機が14日0時10分から3時25分にかけて爆撃。浪速区塩草を照準点として投弾した。さらにサイパンから第73航空団の124機が14日0時20分から2時25分にかけて爆撃。照準点は北区扇町と西区阿波座。すでに大火災が発生している中で、北区はアメリカ軍のねらい通りには爆撃できず、他の場所に被害が広がった。中心市街地を焼き尽くしたこの空襲では、3,987名の死者と678名の行方不明者が出た。山を挟んだ奈良県や亀岡盆地側では、火炎が山の向こうに夕焼けのように見えたという。

### 地下鉄による避難

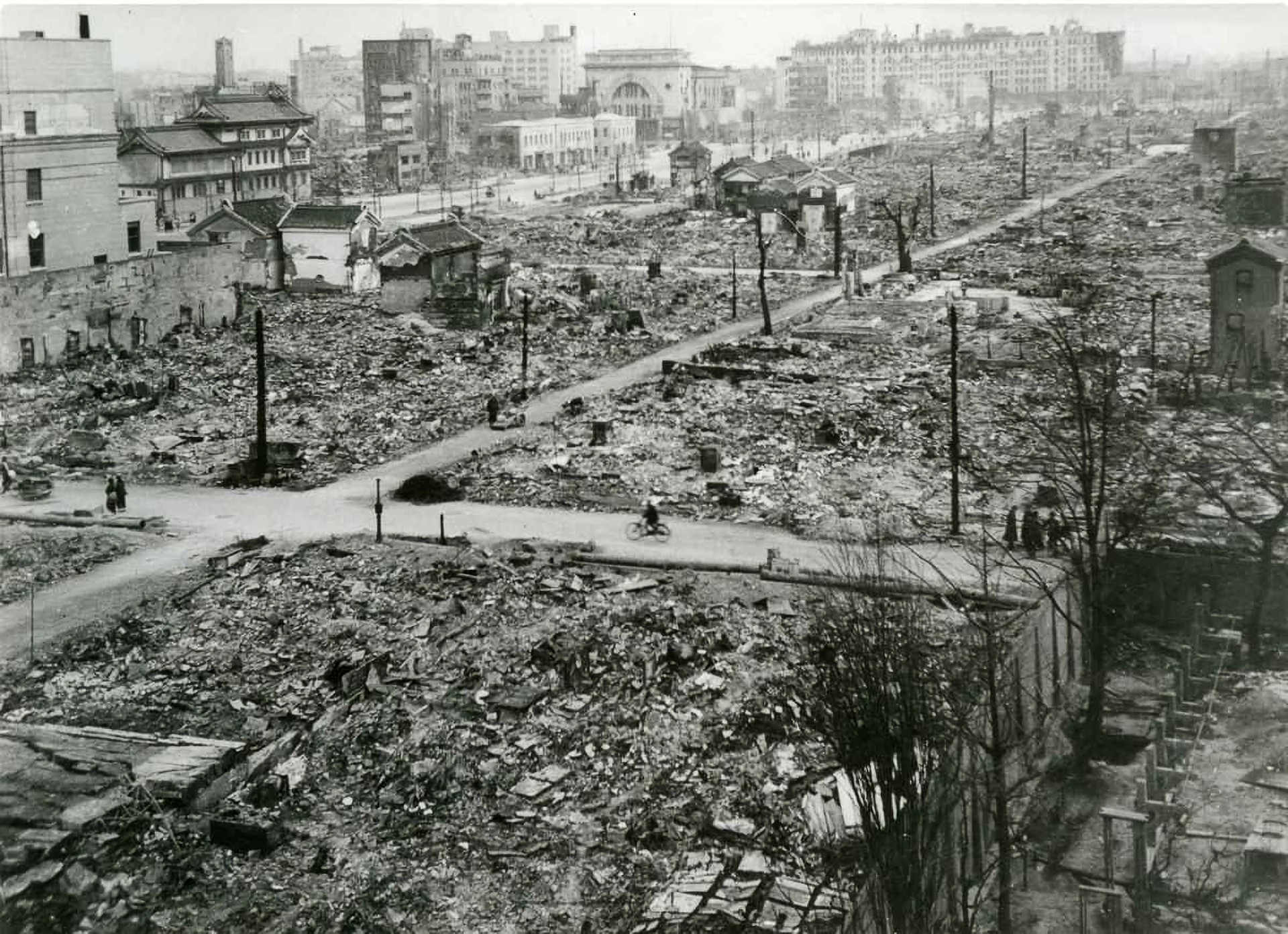
御津八幡宮付近から道頓堀方面

3月13日と14日の大空襲は深夜に行われていた。難波や心斎橋は猛火に包まれており、既に避難の術がなかった。通常、この時間には地下鉄は営業しておらず、駅の扉も開いていないはずであった。しかし、このときに心斎橋駅や本町駅、大国町駅に入り、電車に乗って避難したという体験者が複数存在する。
この話は長く知られてこなかったが、1997年3月に朝日新聞の「声」欄に京都大学名誉教授の村松繁による心斎橋駅から電車に乗って梅田に逃れた体験談が掲載された。これを受けて大阪市交通局の労働組合（大阪交通労働組合）が調査を開始した。しかし、交通局には戦争末期の市営交通に関する資料がほぼなく、当時の証言を集めることとなった。この動きを知った毎日新聞大阪社会部の記者が同年7月、記事を掲載するとともに、情報提供を呼びかけた。毎日新聞は同年10月23日に調査結果と分析を掲載した。組合は1998年3月に機関紙「大交」に2回にわたって記事を掲載した。
毎日新聞によると、電車に乗った時間帯は午前3 - 4時頃と5時前後に大きく分かれる。前者は心斎橋周辺で駅に逃げ込み、「梅田の方は燃えていない」と誘導されて乗車。後者は空襲直後に駅構内に入り、「一番電車が出る」と言われて乗車したという（こちらは天王寺駅行きに乗ったという証言もある）。駅構内に入ることができた経緯については、「憲兵が中に入るよう指示した」（心斎橋駅）、「駅員を説き伏せてシャッターを開けさせた」（大国町駅）、「閉鎖されているはずのシャッターが開いていた」（本町駅）など状況は一様ではないが、駅員の判断により駅構内に避難させていたと推測された。また、大国町駅から「一番電車」と駅員に聞いて乗った証言者は「それまで電車は全く見なかった」としたため、同紙は午前5時頃の電車は始発電車、午前3～4時の電車は心斎橋駅発の臨時で、前夜の空襲警報発令時に運転を打ち切った最終電車の車両を「職員の機転で運転させた可能性が極めて高い」とした。
一方、「大交」の記事では当日に駅や列車で勤務した職員の証言は得られず、翌日の出勤だった関係者はいずれも「特別なことがあれば業務引継のとき必ず報告があるが、そうした話題は出なかった」と証言した。また、終電のあと送電は止めることになっていたが、当日心斎橋変電所に勤務していた職員が「指示があって電車を動かす電気を送り続けた」と証言したことで、少なくとも電車を動かすことが可能な状況であったことが判明した。避難列車について運転手の組長だった元職員は「5時過ぎの初発か、初発の前に職員を乗せて走る『お送り電車』ではなかったでしょうか」という推測を述べている。
この避難列車については、NHKが1998年3月29日に「列島リレードキュメント」の中で「空襲の夜 地下鉄は走った」と題して放送。それから9年後の2007年7月25日深夜にフジテレビがNONFIXで「千の風プロジェクト 大阪大空襲の夜 地下鉄は走ったのか」と題して取り上げた。番組では証言や分析をふまえながら新たな検証を試み、運行に不可欠な運転手の確保については、（地下鉄構内を貯蔵場とする）非常用物資の移動のために、初電の前に業務用に電車を走らせた可能性もあるとした。また、終電後の送電については、深夜に電車が走ったと思われる電流計器の動きがあったという元職員の証言を紹介した。そのうえで証言や記録から、空襲警報解除後の交通機関に対する救援指令で運行された電車、もしくは初電前の職員輸送用の電車が避難民を発見して輸送したのではないかという仮説を立てたが、決定的な証拠は得られなかった。関係者側の証言がほぼないことについて、出演した元運転手は「人を助けるのは職務上あまりにも当然のことであり、特別のことではないから、当人達に特別な事をしたという意識がなく、そのため証言が出てこないのではないか」と語っている。
一方、1997年の調査にあたった組合内の公営交通研究所の担当者は、2009年の新聞記事で「見るに見かねて被災者を駅に入れ、お送り電車などに乗せたのかもしれない。当時は職務違反の恐れがあり、語り継ぐこともなかったのではないか」と述べている。
これらの「地下鉄による避難」の調査結果については、2021年に坂夏樹が『命の救援電車 ―大阪大空襲の奇跡』（さくら舎）として書籍にまとめている。
なお、この地下鉄での避難はNHK連続テレビ小説『ごちそうさん』劇中（2014年3月4日放送分）にて描写された。また、『ウソかホントかわからない やりすぎ都市伝説スペシャル2015秋』 （2015年9月23日放送分）にてこの話題が取り上げられた。

## 第2回大阪大空襲

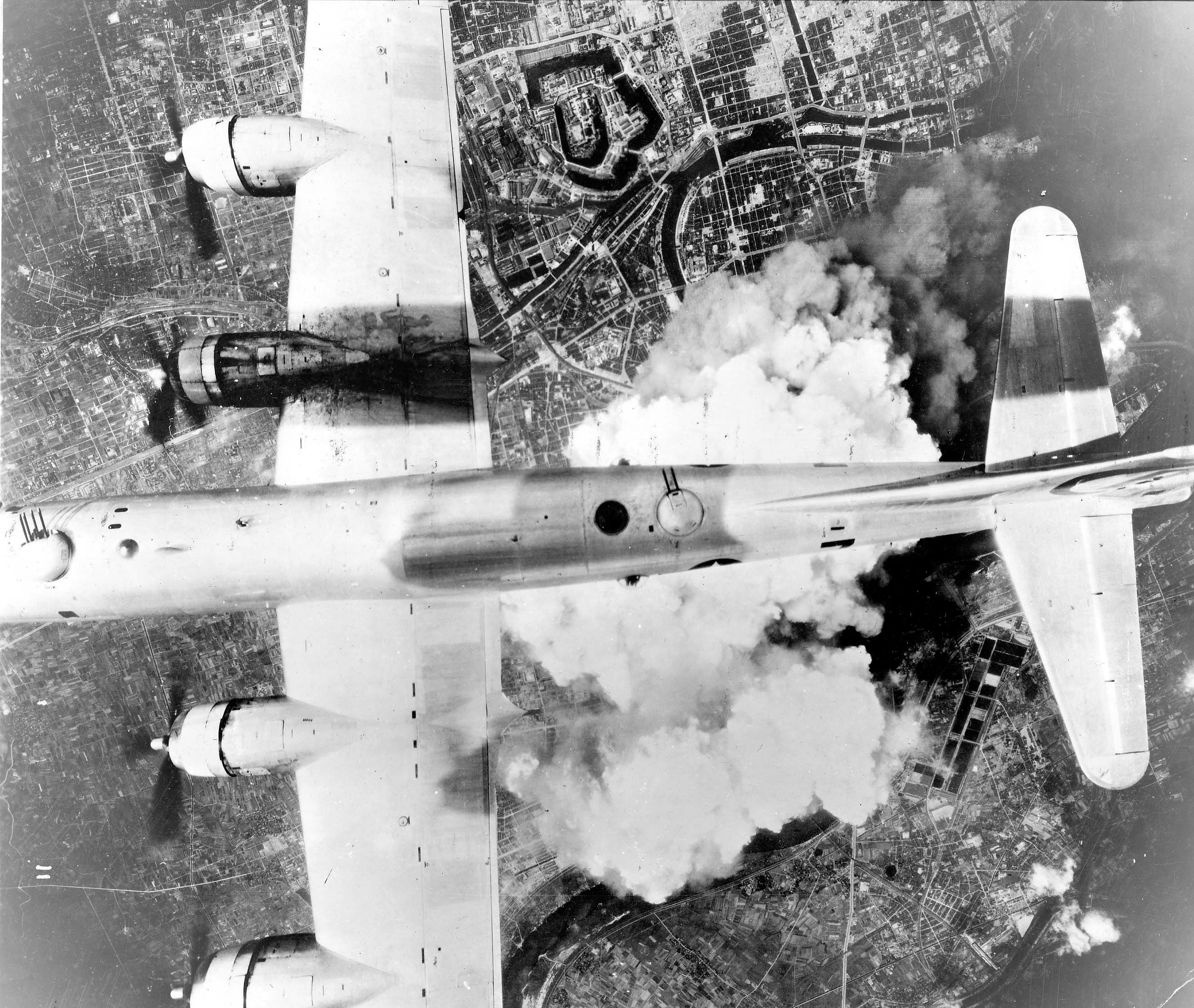
都島区の鐘紡淀川工場付近
（右下は柴島浄水場と長柄橋）

1945年6月1日9時28分から11時にかけての約1時間半にわたっておこなわれた。大阪港と安治川右岸の臨港地区や、城南の陸軍施設周辺を攻撃目標とし、計509機が来襲した。アメリカ軍の照準点は福島駅近辺、福島区大開町、安治川口駅近辺、港区・大阪市立運動場（現在の八幡屋公園）、大正区福町（現在の鶴町5丁目）、東区（現中央区）上町、東雲町、森之宮・玉造周辺、北区南部と主に大阪市西部を中心に8.2平方キロメートルに被害を及ぼした。この空襲では、港区と大正区に壊滅的な被害が出た。またP51が初めて来襲し、機銃掃射をおこなっている。

## 第3回大阪大空襲
1945年6月7日11時9分から12時28分の約1時間20分にわたっておこなわれた。アメリカ軍の照準点は、焼夷弾は都島区高倉町、鶴橋駅付近、天王寺駅付近。また城東の大阪陸軍造兵廠をねらって大型爆弾を投下した。この空襲では、都島区を中心とした大阪市東部と兵庫県尼崎市に被害を及ぼした。
大阪陸軍造兵廠を狙った爆弾は、目標を大きく外れて市街地に落下するケースが相次いだ。この空襲では長柄橋に爆弾が直撃し、さらに機銃掃射も加えられたため、橋の下に避難していた約400人の市民が犠牲になった。また柴島浄水場が破壊され、上水道供給機能が停止した。 新淀川橋梁から十三駅付近の爆撃被災により京阪神急行電鉄は新京阪線の梅田駅直通が休止、神戸線のみ夕方から運転を再開した。
また、旭区の城北公園には近くの繊維工場に四国から勤労動員で来ていた女学生を始めとして付近の多くの住民が避難していたが、機銃掃射を集中的に受け、数百人から千人ともいわれる犠牲者を出した。

## 第4回大阪大空襲
1945年6月15日8時44分から10時55分にかけての約2時間10分にわたって行われた。アメリカ軍の照準点は阪神本線出屋敷駅（兵庫県尼崎市）付近、国鉄福知山線支線金楽寺駅（尼崎市。1981年廃止）付近、西淀川区・神崎大橋南詰、鶴橋駅付近、天王寺駅付近の5か所。この空襲では計511機が来襲し、大阪市および尼崎市をはじめ、堺市や布施市（現在の東大阪市）、豊中市、守口町（現在の守口市）などに被害を及ぼし、477人が死亡した。
7月、アメリカ軍ではこの空襲をもって指定工業集中地区の破壊を完了したと結論づけ、次の攻撃目標として中小都市を含む180の都市を人口などを元に順位を付けしリストを作成した。リストでは大阪市は既に破壊済みとされ、以降は工場や造兵廠を狙った空爆が行われている。

## 第5回大阪大空襲
1945年6月26日、重要工業拠点への精密爆撃を狙っておこなわれた。アメリカ軍の照準点は此花区北港の住友金属（現在の日本製鉄）製鋼所、および大阪陸軍造兵廠（砲兵工廠）という2つの軍需工場。住友金属には命中したが、砲兵工廠への爆弾はその周辺部に被害を及ぼした。

## 堺大空襲（第6回大阪大空襲）
1945年7月10日1時33分から3時6分の約1時間半にわたっておこなわれた。
日米ともに堺市を標的とした堺大空襲と捉えているこの空襲は、大阪市を標的とした他の空襲とは主旨が異なる。第六次攻撃とみなすものとして、戦後すぐに作成された『戦災概況図大阪』があるが、「第六次ハ堺市攻撃」との注釈が付く。なお、大阪市を標的とした空襲とみなさない資料等もあり、その場合は7月24日の空襲を第6回空襲、8月14日の空襲を第7回空襲とカウントしているので注意が必要である。アメリカ軍のリストでは堺市は大阪府内で大阪市に次ぐ順位（24位）だった。
前日の深夜から同日未明にわたって、堺大空襲にやや先行する時間帯で和歌山大空襲（テニアン島より出撃）も行われており、大阪湾岸の南部2つの主要地方都市（中小都市）が一夜にして焼け野原となった。
中小都市爆撃作戦の一環として、サイパン島アイズレイ飛行場第73航空団の116機が、堺市中心部に約1万3,000発（778.9トン）の爆弾を落とした。大阪市中心部を狙った第1回空襲以来の夜間空襲で、堺市では2.64平方キロメートル（約5万5,000人）が被災し、1,370人の死者、1,472人の重軽傷者、3人の行方不明者、家屋の全半焼14,797戸という被害を出した。この空襲では、堺市に隣接する大阪市住吉区（現・住之江区を含む）や、堺市 - 和歌山市間に位置する泉大津市･岸和田市・貝塚市でも被害を出している。

## 第7回大阪大空襲

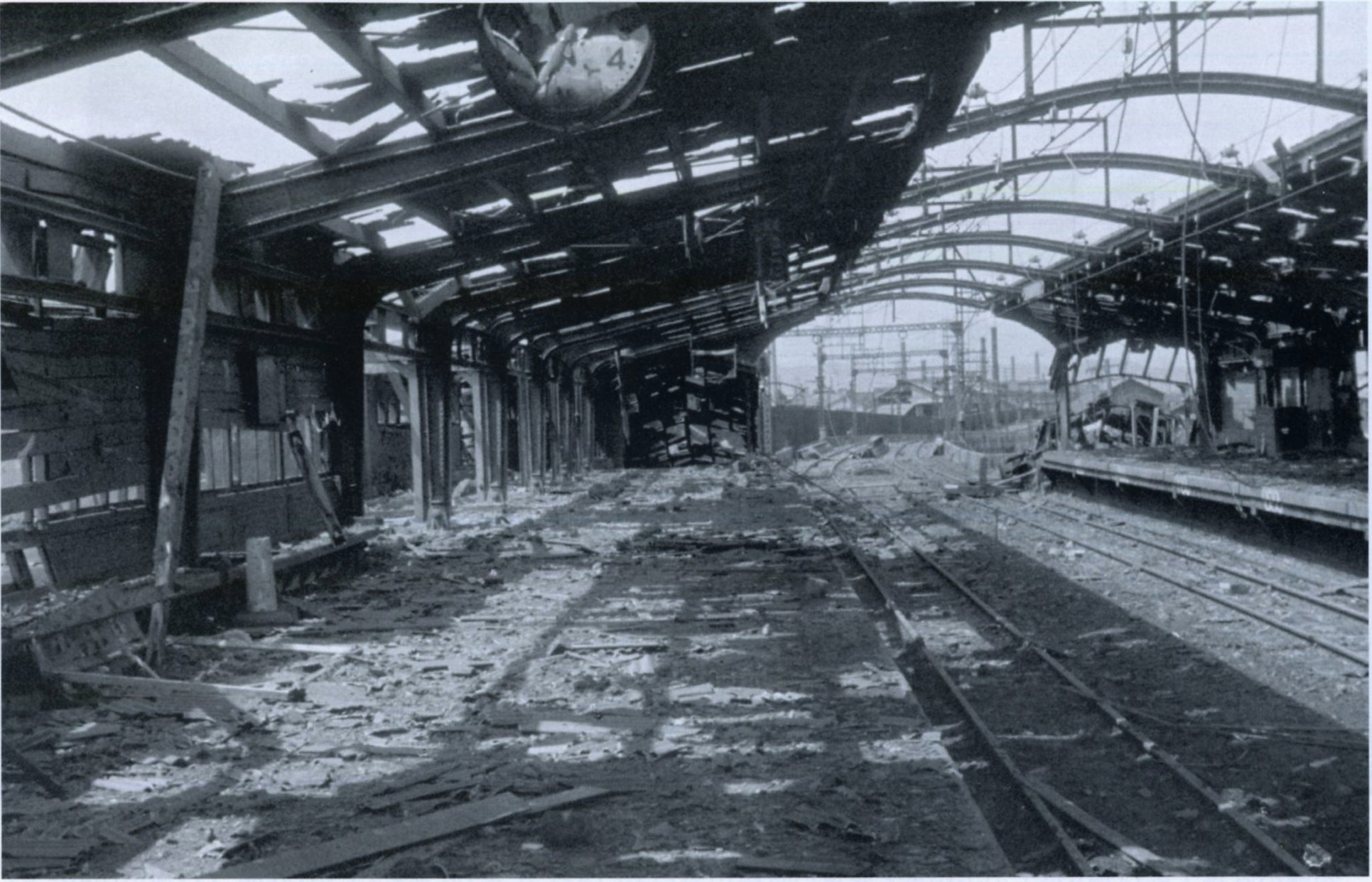
空襲後の国鉄森ノ宮駅ホーム

1945年7月24日に住友金属工場および大阪陸軍造兵廠を狙っておこなわれた。117機が木津川飛行場および伊丹飛行場（現在の大阪国際空港）を爆撃したあと、住友金属工場および大阪陸軍造兵廠へそれぞれ向かった。しかし大阪陸軍造兵廠へ向かった飛行機は、一部の機が造兵廠への爆撃を実施したものの、大半の機は上空の視界不良・天候不良として爆撃を断念し、予備の攻撃目標とされていた三重県桑名市へ向かい桑名空襲を起こしている。

## 第8回大阪大空襲

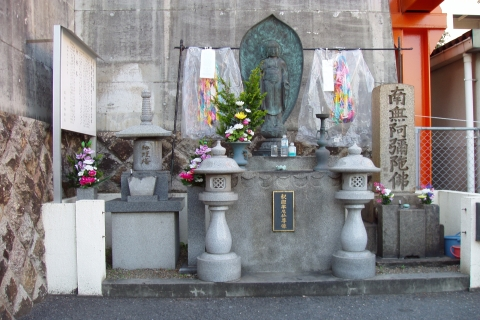
京橋駅南口の大阪大空襲京橋駅爆撃被災者慰霊碑（城東区新喜多）

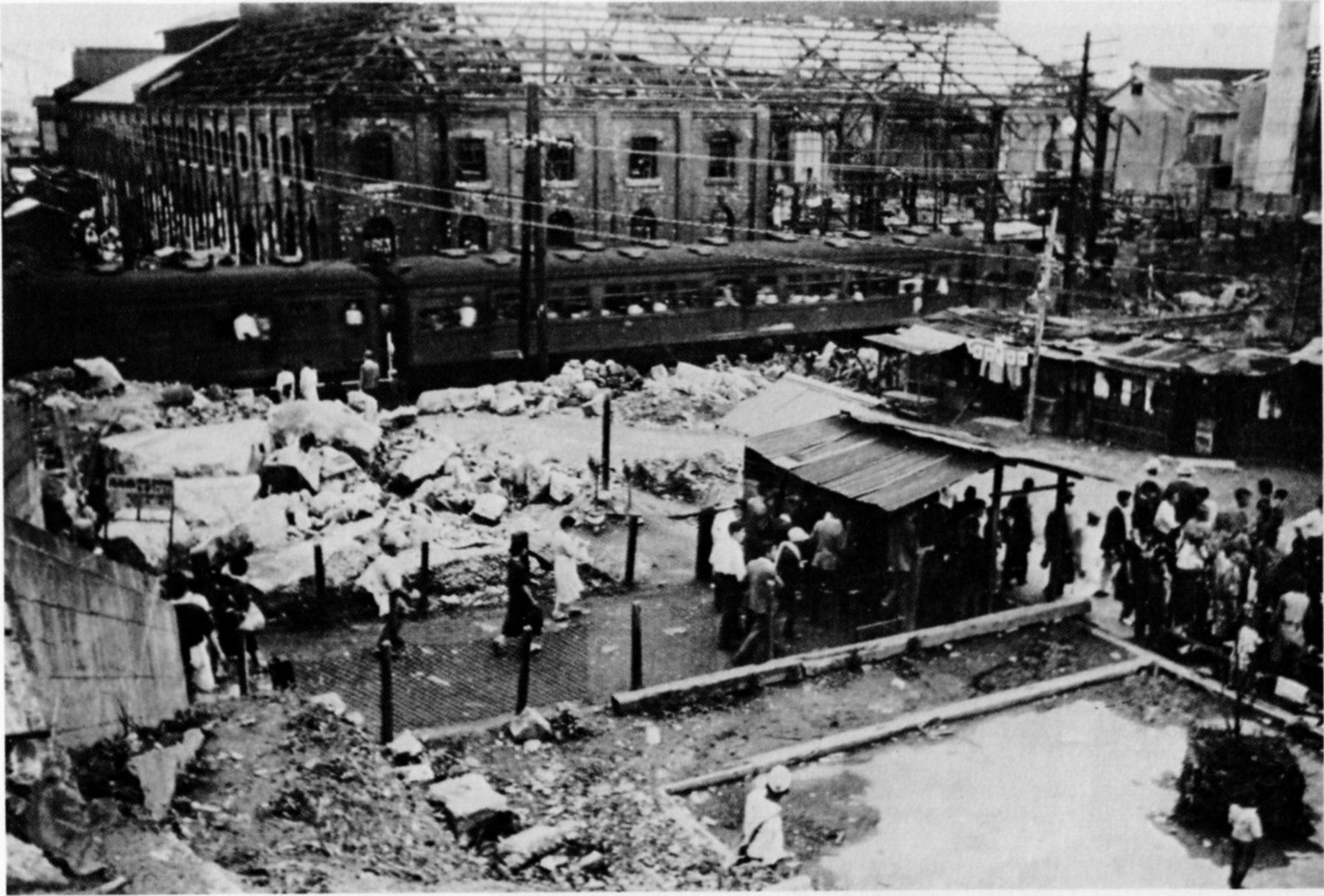
空襲から10ヶ月後の京橋駅(1946年6月)

1945年8月14日に約150機のB29が大阪への空襲を実施。アメリカ軍機は大阪陸軍造兵廠を狙い、約700個の1トン爆弾を集中的に投下した。国鉄京橋駅（大阪市都島区東野田町から城東区新喜多の周辺）で夥しい犠牲が発生したことから、この空襲は、「京橋駅空襲」ないしは「京橋空襲」とも呼ばれる。
大阪陸軍造兵廠への爆撃はこれまで失敗に終わっていたが、この空襲で造兵廠は壊滅。また大阪城内にも着弾し、二番櫓・三番櫓・坤櫓・伏見櫓・京橋口多聞櫓を焼失、その他に石垣の一部が崩落するなどの被害が出た。造兵廠の北東に位置する京橋駅周辺には同日13時頃、1トン爆弾4発が落下した。
京橋駅にはちょうど、城東線（現在の大阪環状線）の上り列車・下り列車の2本が入線したところだった。居合わせた多くの乗客が、立体交差する階下の片町線ホームに避難していた。そこに1発の1トン爆弾が、高架上の城東線を突き抜けて片町線ホームに落下して爆発し、避難していた乗客らが爆弾の直撃を受けた。この空襲での犠牲者は、身元の判明している者だけでも210名以上、他に身元不明の犠牲者が500 - 600名以上いる（遺体の損傷が激しく正確な犠牲者数は不明）とされている。
1955年から毎年8月14日に京橋駅南口（城東区新喜多）で慰霊祭が行われている。慰霊祭に当初から関わってきた大阪市旭区の妙見閣寺は後世に記憶を語り継ぐため空襲体験者や遺族の証言を映像に残す取り組みを始めた。

## 日本政府に対する訴訟
2008年12月8日、大阪大空襲の民間人被災者とその遺族らが、国は旧軍人・軍属には援護制度を整備しているのに対し、民間人被災者については何ら援護せず放置してきており、日本国憲法第14条法のもとの平等に違反するとして、国による被害の放置は違法だとして、1人当たり1,100万円の損害賠償と謝罪などを求めて大阪地裁に集団で訴訟を起こした。第二次世界大戦中の日本への空襲を巡り被災者から訴訟が起こされるのは、2007年3月に東京地裁に起こされた東京大空襲を巡る訴訟に次ぎ2例目。2011年12月7日に同地裁は、「軍人・軍属らとの補償の差は国会の裁量で講じられており、明らかに不合理とは言えない」として、原告の請求を棄却した。2013年1月16日に大阪高裁の控訴判決は国民の受忍限度で棄却され、最高裁に上告。2014年9月16日までに最高裁は上告を棄却、原告側の敗訴が確定した。決定は11日付け。これらは原告の敗訴ではあるが、大阪空襲訴訟・弁護団では、判決文中には「逃げずに火を消せ」とする防空法や「空襲は恐るるに足りず」とする情報統制によって国民が危険な状況に置かれたことなど、詳細な認定がされていると評している。

## その他
- 大阪府下では、堺市、岸和田市、豊中市、池田市、吹田市、布施市、高槻市、泉大津市、大正村（現・八尾市）などが空襲を受けた。
- 周辺地域では神戸市、京都市、奈良市、和歌山市などが空襲を受けた。

## 大阪大空襲に関連する作品
- 『どついたれ』 - 手塚治虫の自伝的漫画。自らの体験をもとに大阪大空襲を描いた。
- 『紙の砦』 - 手塚治虫の自伝的漫画。著者自身の姿を描いた作品。上の作品と同じく大阪大空襲を描いた。
- 『ぼんち』 - 山崎豊子の長編小説。終盤あたりに大阪大空襲の描写がされている。
- 『砂の器』 - 松本清張の小説。3月13〜14日の空襲で被害を受けた犯人の「戸籍の再製」手続きによる、出自の偽りが重要なトリックになっている。
- NHK連続テレビ小説
  - 『ごちそうさん』 - 2013年下半期放送。劇中で大阪大空襲が起こり（2014年3月4日の第128話放送にて）、主人公め以子や市民達が、心斎橋駅から地下鉄に乗り梅田方面へ避難する場面がある。
  - 『わろてんか』 - 2017年下半期放送。物語終盤あたりで大阪大空襲が起こり（2018年3月26日にて）、主人公のてんが長年経営してきた寄席小屋『風鳥亭』が焼失する。
  - 『おちょやん』 - 2020年下半期放送。劇中で大阪大空襲が起こり（2021年4月2日の第85回放送にて）、主人公の千代が懇意にしていた店舗『岡安』と『福富楽器店』が消失。福富楽器店の店主夫婦が命を落とす。
- 『わが町・大阪ひがし』 - 演劇。京橋の商店街を舞台とし、京橋の砲兵工場に勤める女学生とその家族を中心に話が進んでいく。
- 『3月のライオン昭和異聞 灼熱の時代』 - 西川秀明（原案・監修：羽海野チカ）の将棋漫画。第42話の回想（単行本第6巻のp.23 - 26）で、第1回大阪大空襲の描写がされている。
- 『大鞠家殺人事件』- 芦辺拓の長編推理小説（2021年）。大阪船場が舞台で、第5から第6章にわたって、大阪空襲の事が詳しく述べられている。